# Museo Nacional de Artes Visuales

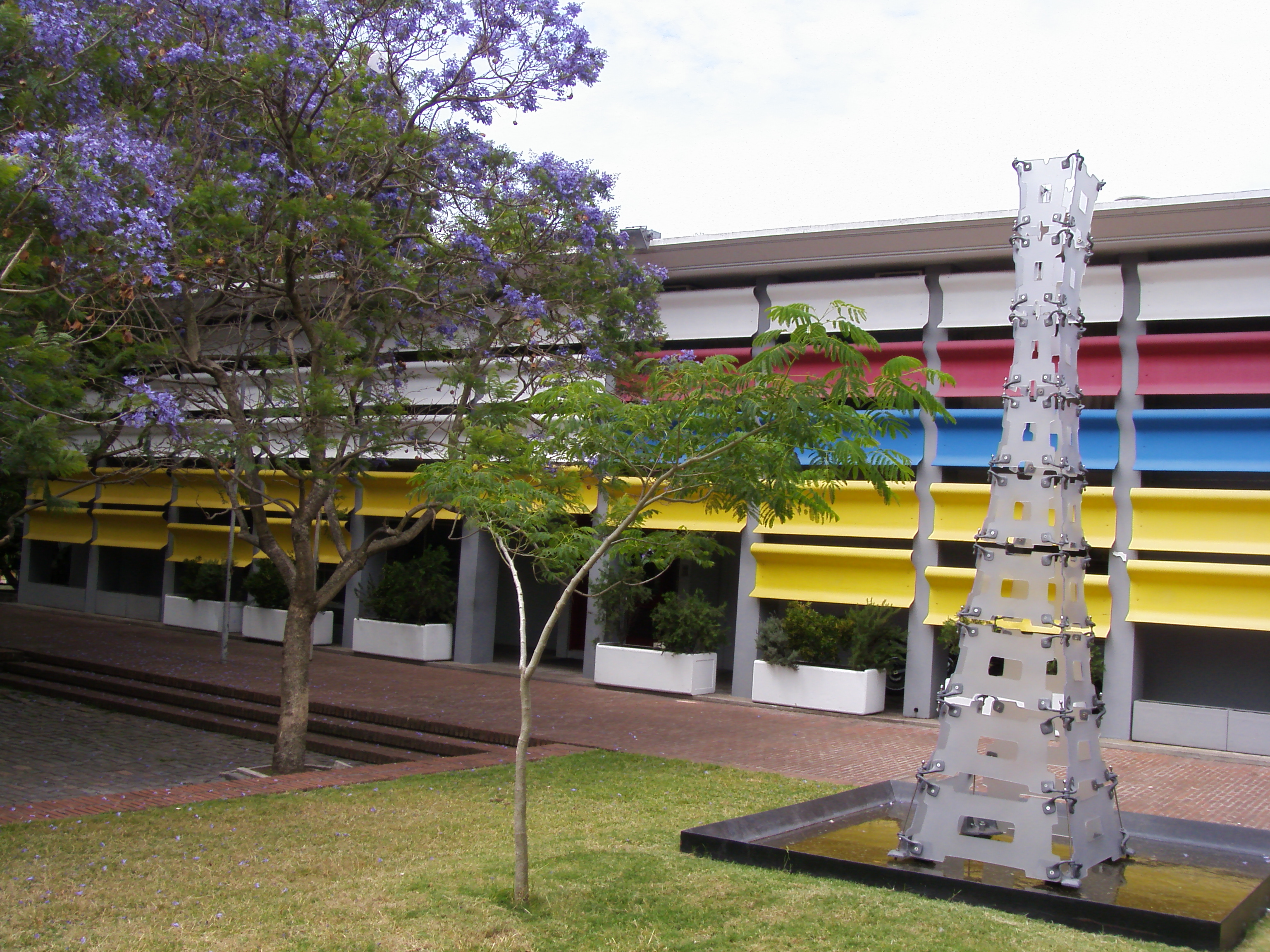
Das Museo Nacional de Artes Visuales

Das Museo Nacional de Artes Visuales (MNAV) ist ein Museum in der uruguayischen Landeshauptstadt Montevideo. Es gilt als das bedeutendste Kunstmuseum des Landes.

## Geschichte und Kunstwerke
Das Museum befindet sich im Stadtviertel (barrio) Parque Rodó in der Avenida Tomás Giribaldi 2283, Ecke Avenida Julio Herrera y Reissig. Es wurde am 10. Dezember 1911 durch das Gesetz Nr. 3.932 gegründet und erhielt ursprünglich die Bezeichnung Museo de Bellas Artes (Museum der Schönen Künste) und war im ersten Jahr seines Bestehens zunächst im linken Flügel des Teatro Solís untergebracht. Im Folgejahr zog das Museum jedoch in einen am heutigen Standort befindlichen Pavillon um, der im 19. Jahrhundert errichtet wurde und vormals als Sitz einer Gesundheits-Ausstellung (Exposición de Higiene) diente. Andere Quellen datieren den Entstehungszeitpunkt des auf Architekt Leopoldo J. Tosi zurückgehenden Gebäudes auf das Jahr 1907.
Im Laufe der Zeit fanden verschiedenste Umbauten statt, die unter anderem dazu führten, dass das Museum von 1952 bis 1962 über einen Zeitraum von fast elf Jahren geschlossen blieb. Den ersten Umbau des Jahres 1912, mit dem das Gebäude für seine künftige Nutzung als Museum umgestaltet wurde, leitete Architekt Alfredo R. Campos. Spätere bauliche Umgestaltungen des Jahres 1970 gehen auf Clorindo Testa zurück. In den 1990er Jahren wurde der Garten des Museums durch die Architekten L. Silva Delgado und F. Fabiano gestaltet.
Gründungsdirektor des Museums war der Maler Domingo Laporte, der bis 1928 diese Aufgabe innehatte. Seit 2010 übt der Künstler Enrique Aguerre die Funktion des Direktors aus. Das Museum, das als das bedeutendste Kunstmuseum des Landes gilt und über rund 6000 Kunstwerke verfügt, beinhaltet die größte Sammlung von Werken uruguayischer Künstler. Dazu gehören beispielsweise Objekte von Rafael Barradas, Juan Manuel Blanes, José Cuneo, Pedro Figari, Carlos Federico Sáez oder Joaquín Torres García.

## Bisherige Museumsdirektoren
- 1911–1928: Domingo Laporte, Maler
- 1928–1940: Ernesto Laroche, Maler
- 1940–1961: José Luis Zorrilla de San Martín, Bildhauer
- 1961–1969: Muñoz del Campo, Architekt
- 1969–2007: Ángel Kalenberg, Kunstprofessor und -kritiker
- 2007–2009: Jacqueline Lacasa
- 2009–August 2010: Mario Sagradini, Künstler
- seit August 2010: Enrique Aguerre, Künstler